# Габов, Владислав
Владисла́в Га́бов (латыш. Vladislavs Gabovs; род. 13 июля 1987 или 17 июля 1987, Рига) — латвийский футболист, защитник клуба «Саласпилс». Выступал за сборную Латвии.

## Карьера
Воспитанник Рижской футбольной школы, свою футбольную карьеру Владислав Габов начинал в клубе «Мультибанк». В начале 2004 года он перешёл в «Ауду», в составе которой и дебютировал в Высшей лиге Латвии.
Перед сезоном 2005 года Владислав Габов присоединился к новообразованному клубу «Олимп».
В начале 2006 года Владислав Габов отправился в Эстонию, где присоединился к таллинскому «ТФМК». В составе «ТФМК» он в сезоне 2006 года стал обладателем Кубка и Суперкубка Эстонии, а в сезоне 2007 года — стал бронзовым призёром чемпионата Эстонии.
В марте 2008 года Владислав Габов подписал контракт с даугавпилсской «Даугавой», сроком на два года. В этом же сезоне он вместе с клубом выиграл Кубок Латвии, а в ноябре был вызван в резерв сборной. После окончания сезона Владислав Габов был включён в символическую сборную Высшей лиги, по версии портала eSports.lv.
В начале 2009 года, после объединения даугавпилсских клубов «Даугава» и «Динабург», Владислав Габов попал в основной состав объединённого клуба и продолжил выступать за «Динабург». Летом того же года он побывал на просмотре в белорусском клубе «БАТЭ», а также в украинской «Закарпатье», но ни один из клубов не заинтересовался им.
5 октября 2009 года «Динабург» был дисквалифицирован из Высшей лиги Латвии, а 8 января 2010 года Дисциплинарный комитет ЛФФ дисквалифицировал условно 13 игроков «Динабурга», среди которых был и Владислав Габов.
Несмотря на всё это, в феврале 2010 года Владислав Габов побывал на просмотре в «Вентспилсе», с которым вскоре подписал контракт. В рядах желто-синих Владислав Габов побывал сперва вице-чемпионом, а затем и чемпионом Латвии, снова выиграл Кубок Латвии, а также сыграл в двух финалах Балтийской лиги. По окончании сезона 2011 года, Владислав Габов был включён в число 22 лучших футболистов Высшей лиги Латвии.
В феврале 2012 года Владислав Габов перешёл в рижский клуб «МЕТТА/Латвийский университет».
В феврале 2015 года заключил контракт с российским футбольным клубом «Сокол» из Саратова.
С лета 2015 года выступает в польской «Короне» из Кельце. С 2017 года защищает цвета кипрского клуба «Пафос».

## Достижения
- Чемпион Латвии: 2011
- Серебряный призёр чемпионата Латвии (3): 2010, 2013, 2014
- Обладатель Кубка Латвии (2): 2008, 2011
- Бронзовый призёр чемпионата Эстонии: 2007
- Обладатель Суперкубка Эстонии: 2006
- Обладатель Кубка Эстонии: 2006
- Чемпион Балтийской лиги: 2010
- Финалист Балтийской лиги: 2011